# Distrito de Spittal an der Drau
El distrito de Spittal an der Drau es una subdivisión territorial del estado de Carintia (Austria). Tiene una población estimada, a inicios de 2021, de 75 628 habitantes.
La capital del distrito es la ciudad de Spittal an der Drau.

## División administrativa

### Ciudades
1. Gmünd (en esloveno: Sovodje)(2.605)
2. Radenthein (en esloveno: Radenče)(6.620)
3. Spittal an der Drau (en esloveno: Špital ob Dravi)(16.045)

### Ciudades-mercado
1. Greifenburg (1.911)
2. Lurnfeld (en esloveno: Lurnsko polje)(2.718)
3. Millstatt (en esloveno: Milje)(3.351)
4. Oberdrauburg (en esloveno: Gornji Dravograd)(1.334)
5. Obervellach (en esloveno: Zgornja Bela)(2.540)
6. Rennweg am Katschberg (2.025)
7. Sachsenburg (1.438)
8. Seeboden (en esloveno: Jezernica)(6.045)
9. Steinfeld (en esloveno: Kamen)(2.291)
10. Winklern (en esloveno: Kotlje)(1.134)

### Municipios
1. Bad Kleinkirchheim (1.863)
2. Baldramsdorf (1.819)
3. Berg im Drautal (1.373)
4. Dellach im Drautal (1.769)
5. Flattach (1.373)
6. Großkirchheim (1.606)
7. Heiligenblut(en esloveno: Sveta Kri) (1.185)
8. Irschen (en esloveno: Rženo)(2.080)
9. Kleblach-Lind (1.299)
10. Krems in Kärnten (2.157)
11. Lendorf (1.776)
12. Mallnitz (en esloveno: Malnice)(1.027)
13. Malta (2.185)
14. Mörtschach (942)
15. Mühldorf (963)
16. Rangersdorf (1.805)
17. Reißeck (2.521)
18. Stall (1.868)
19. Trebesing (1.263)
20. Weißensee (en esloveno: Belo jezero)(788)

(Entre paréntesis, población a 15 de mayo de 2001.)

## Localidades con población (año 2018)
- Bad Kleinkirchheim 1 723
- Baldramsdorf 1 866
- Berg im Drautal 1 278
- Dellach im Drautal 1 595
- Flattach 1 200
- Gmünd in Kärnten 2 550
- Greifenburg 1 736
- Großkirchheim 1 337
- Heiligenblut am Großglockner 1 020
- Irschen 2 022
- Kleblach-Lind 1 174
- Krems in Kärnten 1 679
- Lendorf 1 712
- Lurnfeld 2 599
- Mallnitz 786
- Malta 1 986
- Millstatt am See 3 460
- Mörtschach 816
- Mühldorf 1 007
- Oberdrauburg 1 172
- Obervellach 2 201
- Radenthein 5 831
- Rangersdorf 1 736
- Reißeck 2 145
- Rennweg am Katschberg 1 754
- Sachsenburg 1 289
- Seeboden am Millstätter See 6 418
- Spittal an der Drau 15 413
- Stall 1 575
- Steinfeld 2 051
- Trebesing 1 158
- Weißensee 759
- Winklern 1 200